# 乌克兰国防服务公司
乌克兰国防服务公司（羅馬化：DOCHIRNYE PIDPRYYEMSTVO DERZHAVNOYI KOMPANIYI UKRSPETSEKSPORT - DERZHAVNE PIDPRYYEMSTVO Ukroboronservis, DERZHAVNE PIDPRYYEMSTVO Ukroboronservis，直译：国营乌克兰特殊用品出口公司子公司 - 国营企业乌克兰国防服务，通常直接简称“乌克兰国防服务”）是一家国有企业，公司主要业务是进口和出口军事技术、特殊用途产品及其相关服务。